# Julien Gabory
Julien Gabory (Paris, julho de 1880 - ?) foi um ciclista profissional da França.
Foi o 9º colocado da classificação geral do Tour de France 1905. Atuou no ciclismo no período de 1901 a 1914.